# ساختمان مجلس قانونگذاری ایالتی جدید ساراواک
ساختمان مجلس قانونگذاری ایالت جدید ساراواک (مالایی: Bangunan Dewan Undangan Negeri Sarawak Baru) مجموعه قانونگذاری ایالتی ساراواک، در کوچینگ، مالزی است. این مجلس مجمع قانونگذاری ایالتی ساراواک را در خود جای داده‌است، جایی که نمایندگان مجلس ایالتی از سراسر ساراواک در آنجا جلسه برگزار می‌کنند و بحث روی قوانین و تصویب آنرا به‌اجرا درمی‌آورند.
این مجموعه در کرانه شمالی رودخانه ساراواک در آستانا واقع شده‌است که محل اقامت رسمی یانگ دی پرتوا نگری (فرماندار) ساراواک و قلعه مارگریتا است. این ساختمان به‌طور رسمی توسط یانگ دی پرتوان آگونگ (پادشاه) مالزی، در ۲۷ ژوئیه ۲۰۰۹ افتتاح شد، و پس از آن کنفرانس حاکمان در مجتمع ساختمانی برگزار گردید.

## تاریخچه

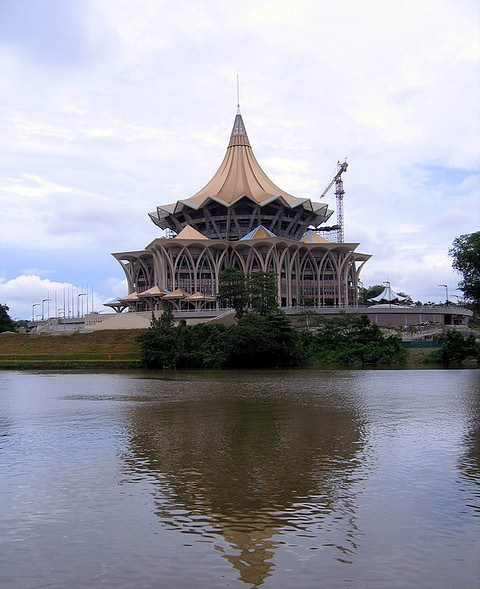
ساختمان مجلس قانونگذاری ایالتی جدید ساراواک در حال ساخت در نوامبر ۲۰۰۸.

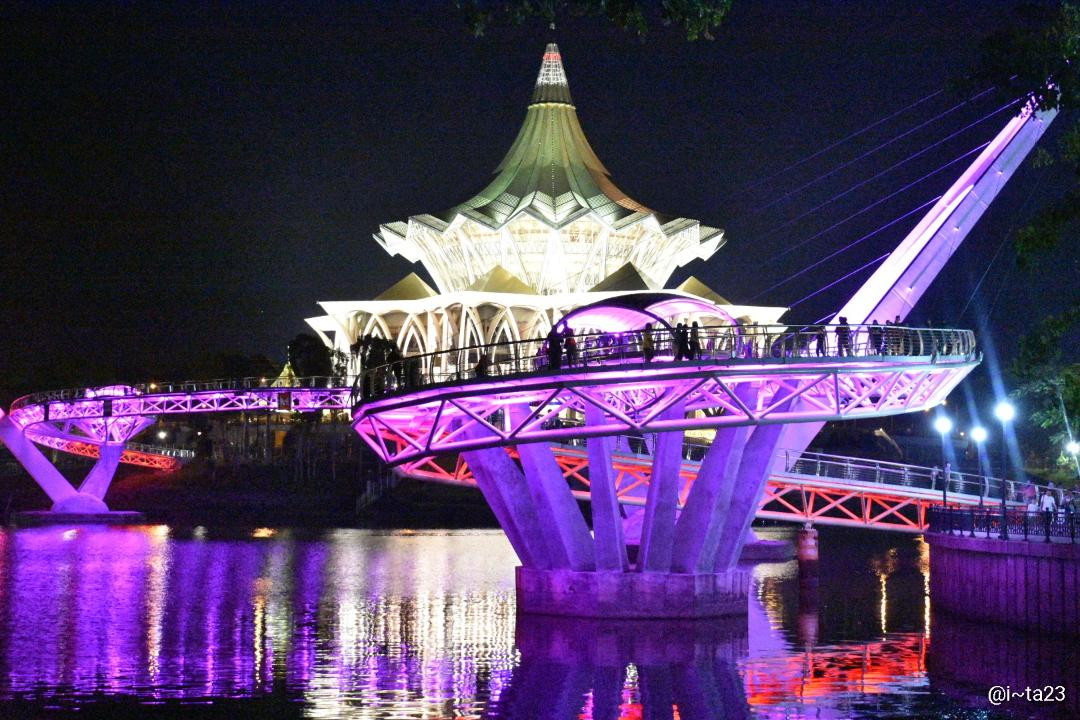
تصویری از ساختمان مجلس قانونگذاری ایالتی جدید ساراواک همراه با پل دارال حنا در شب.

مراسم کلنگ‌زنی ساختمان در سپتامبر ۲۰۰۴ برگزار شد. توسعه‌دهندگان اصلی پروژه نعیم چندرا و PPES Works بودند. این ساختمان در ماه مه ۲۰۰۹ به دولت ساراواک تحویل داده شد. هزینه ساخت این ساختمان ۲۹۶٫۵ میلیون RM است.
مراسم افتتاحیه ساختمان در ژوئیه ۲۰۰۹ با رژه شناورها در رودخانه، آتش بازی و خرید اتومبیل‌های لوکس که توسط ادارات دولتی ایالت مربوطه استفاده خواهد شد، برگزار شد. در این مراسم پادشاه مالزی حضور داشت و به صورت زنده در سراسر کشور پخش شد.

## معماری
این ساختمان دارای نه طبقه با ارتفاع ۲۷٫۷ متر، قطر ۳۰٫۹ متر و مساحت ۷۶۰ متر مربع است. سخنگوی مجمع ایالتی، داتو سری موهد آسفیا آوانگ ناصر، گفت که این ساختمان ۱۰۰ سال دوام خواهد داشت. سطح مقطع ساختمان مانند یک ستاره ۹ پر طراحی شده‌است. این ساختمان با طراحی سقف شبیه چتر سلطنتی مالزی (پائونگ نگارا به مالایی) پوشانده شده‌است.